# Ginés Cartagena
Ginés Céspedes Sánchez Cartagena alias Ginés Cartagena, né le 19 septembre 1968 à Benidorm (Espagne, province d'Alicante), mort à Madrid (Espagne) le 22 novembre 1995, était un rejoneador espagnol.

## Biographie
Alors que les grandes familles de la noblesse espagnole (Domecq notamment) dominaient le rejóneo, élevant dans le même temps des toros de lidia, Ginés Cartagena, lui qui n'appartenait pas à l'aristocratie taurine changea la donne en se présentant à Madrid en 1987 avec les frères portugais João et António Ribeiro Telles, et l'espagnol Curro Bedoya.
Ginés Cartagena a fait partie d'une nouvelle génération de cavaliers qui ont révolutionné la corrida de rejón la rendant encore plus spectaculaire. En « revisitant » la manière de toréer à cheval, Ginés Cartagena est à l'origine du succès retrouvé du rejóneo ce qui lui permettra d'attirer un public plus large et fidèle.
Il figura au premier rang de l'escalafón au milieu des années 1980. Il a eu comme apoderado Luc Jalabert, père du torero français Juan Bautista et ancien directeur des arènes d'Arles, que son neveu Andy Cartagena a également choisi par la suite.
Il décèdera prématurément dans un accident de la route, fauché par un camion au bord d'une route entre Madrid et Badajoz près de Navalcarnero.
Sa manière rude et parfois violente de mener ses montures a été montrée du doigt par certains aficionados. En revanche, nul ne contesta son charisme et son toreo spectaculaire. Il restera comme l'un des plus grands rejoneadors du XXe siècle. Son neveu, Andy Cartagena, est également rejoneador et fait lui aussi partie de l'élite de la corrida à cheval.

## Carrière
- Débuts à Las Ventas à Madrid :  18 mai 1987 avec Curro Bedoya, les frères Joao et Antonio Ribeiro Telles. Taureaux de la ganadería de Infante da Cámara
- Temporada 1994 : 81 corridas, 188 oreilles. Premier de l'escalafón.